# Equus quagga boehmi
La zebra di Grant o zebra di Boehm (Equus quagga boehmi Matschie, 1892) è la più piccola delle sette sottospecie della zebra delle pianure. Questa sottospecie rappresenta la zebra dell'ecosistema Serengeti-Mara.

## Descrizione

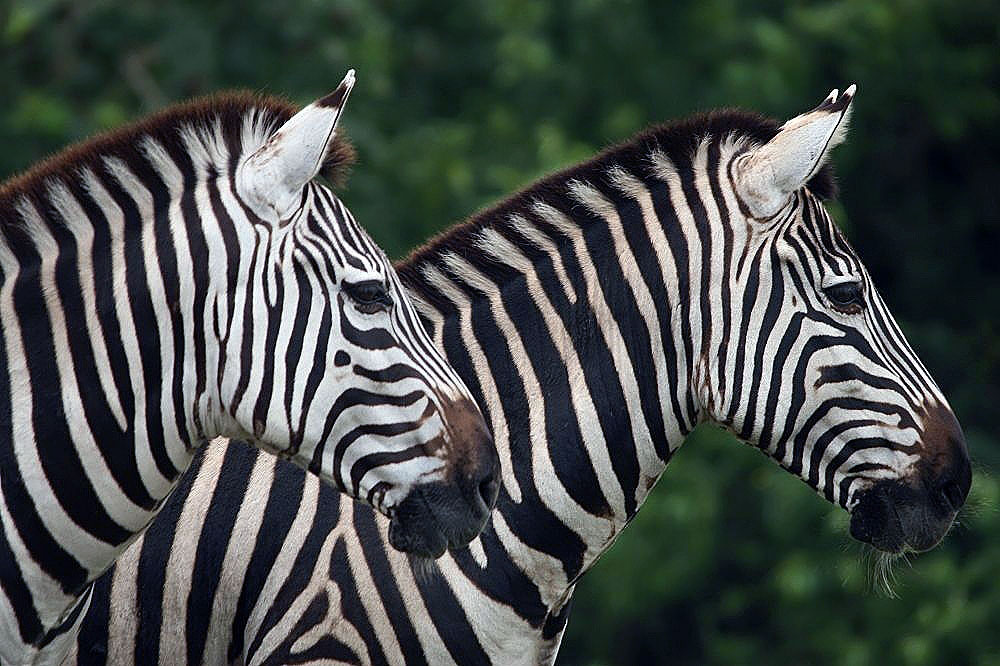
Due esemplari al Lion Country Safari, Florida

La zebra di Grant è dotata di un mantello a strisce verticali nella parte frontale, orizzontali sugli arti posteriori e diagonali sulla groppa e sui fianchi posteriori. Le strisce nere sono spesse e ben definite, mentre sono assenti strisce grigiastre o poco scure. La zebra di Grant è la sottospecie più piccola della zebra di pianura, raggiungendo i 120–140 centimetri (3,9-4,6 piedi) d'altezza al garrese, per un peso massimo di 300 kg (660 libbre). Questi animali vivono in gruppi composti da circa 20 individui, con a capo un unico stallone. L'aspettativa di vita media di questi animali è di circa 20 anni, dato che si possono nutrire dell'erba grossolana delle savane e che sono immuni dalle malattie del bestiame. In corsa possono raggiungere anche gli 84,6 km/h.

## Biologia

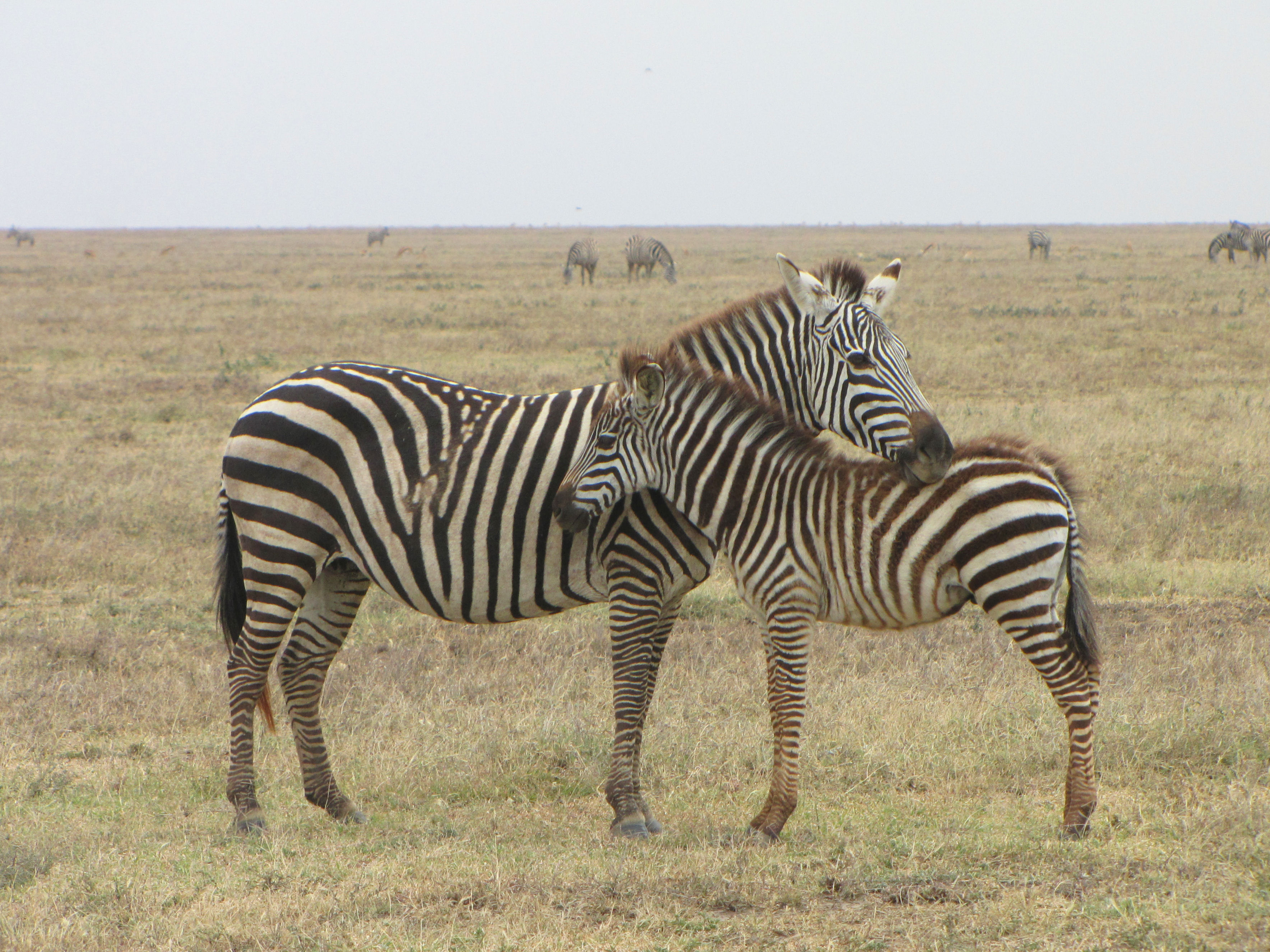
Una femmina con il suo puledro, Serengeti, Tanzania

Le zebre di Grant, come molte altre zebre, sono creature altamente sociali, e specie diverse presentano strutture sociali differenti. In alcune specie, come la sottospecie di Grant, la mandria è formata da un singolo stallone ed il suo harem di femmine, che protegge dai predatori e dai maschi rivali, mentre altre specie si spostano comunque in gruppo, ma non formano forti legami sociali. Possono cambiare frequentemente la struttura della mandria e cambieranno compagno ogni pochi mesi.

### Dieta
Le zebre sono animali esclusivamente erbivori, il che significa che si nutrono solo di piante. La loro dieta è quasi interamente composta da erbe, ma possono nutrirsi anche di foglie, cortecce, arbusti e altra vegetazione.
Come tutti i membri della famiglia degli equini, le zebre trascorrono più tempo a nutrirsi rispetto ad altri erbivori ruminanti, come gli antilopi e gli gnu. Questo perché i cavalli, comprese le zebre, non masticano un bolo. Invece, la cellulosa del loro cibo viene scomposta nel loro intestino cieco. Questo sistema di digestione non è efficiente come il metodo utilizzato dai ruminanti, ma è più efficace per digerire la vegetazione erbosa. Quindi, sebbene le zebre debbano nutrirsi più a lungo ogni giorno rispetto alle antilopi e agli gnu, possono consumare erbe e altre piante con un contenuto di fibre più elevato o livelli di proteine inferiori a quelli che i ruminanti possono digerire.

### Riproduzione
Le femmine partoriscono un singolo puledro all'anno. Il loro periodo di gestazione è di circa 360-395 giorni, a seconda della specie. La madre proteggerà il suo puledro, e quest'ultimo è già in grado di stare in piedi, camminare e correre subito dopo la nascita. Ciò è cruciale per la sua sopravvivenza, poiché i puledri sono le prede più ambite dai predatori della savana, come leoni e iene. I puledri vengono allattati dalla madre fino a un anno d'età, al termine del quale vengono completamente svezzati.

## Distribuzione e habitat
L'areale della zebra di Grant comprende la parte occidentale del fiume Luangwa e del lago Kariba in Zambia, la provincia dello Shaba nella Repubblica Democratica del Congo e la parte settentrionale della pianura del Kibanzao. In Tanzania l'animale è presente a nord di Nyangaui mentre in Kenya a sud-ovest di Kibwezi. Questa sottospecie di zebra si può trovare anche nella parte orientale del Kenya e ad est della Rift Valley in Etiopia meridionale. Il suo areale si estende anche fino al fiume Giuba in Somalia.
La Zambia è un luogo ideale per le zebre. Questi animali preferiscono vivere nelle savane boschive e nelle praterie senza alberi. Al contrario non si trovano nei deserti, nelle zone umide o nelle foreste pluviali. La varietà di montagna vive in zone montuose rocciose. Sfortunatamente, la disponibilità di habitat pianeggianti per tutte le zebre si sta riducendo, con conseguente calo delle popolazioni.

## Tassonomia
Nel 1992, Duncan descrisse la zebra dello Zambesi superiore (Equus quagga zambeziensis Prazak, 1898). Tuttavia, nel 2004, Groves & Bell giunsero alla conclusione che le zebre dello Zambesi occidentale e del Malawi non possono essere distinte cranialmente e che differiscono solo leggermente dalle altre zebre delle pianure settentrionali. La differenza di dimensioni minore non giustifica uno stato subspecifico separato per la zebra dello Zambesi superiore. Pertanto, Groves & Bell hanno indicato queste zebre come delle popolazioni di zebra di Grant (Equus quagga boehmi).

## Conservazione

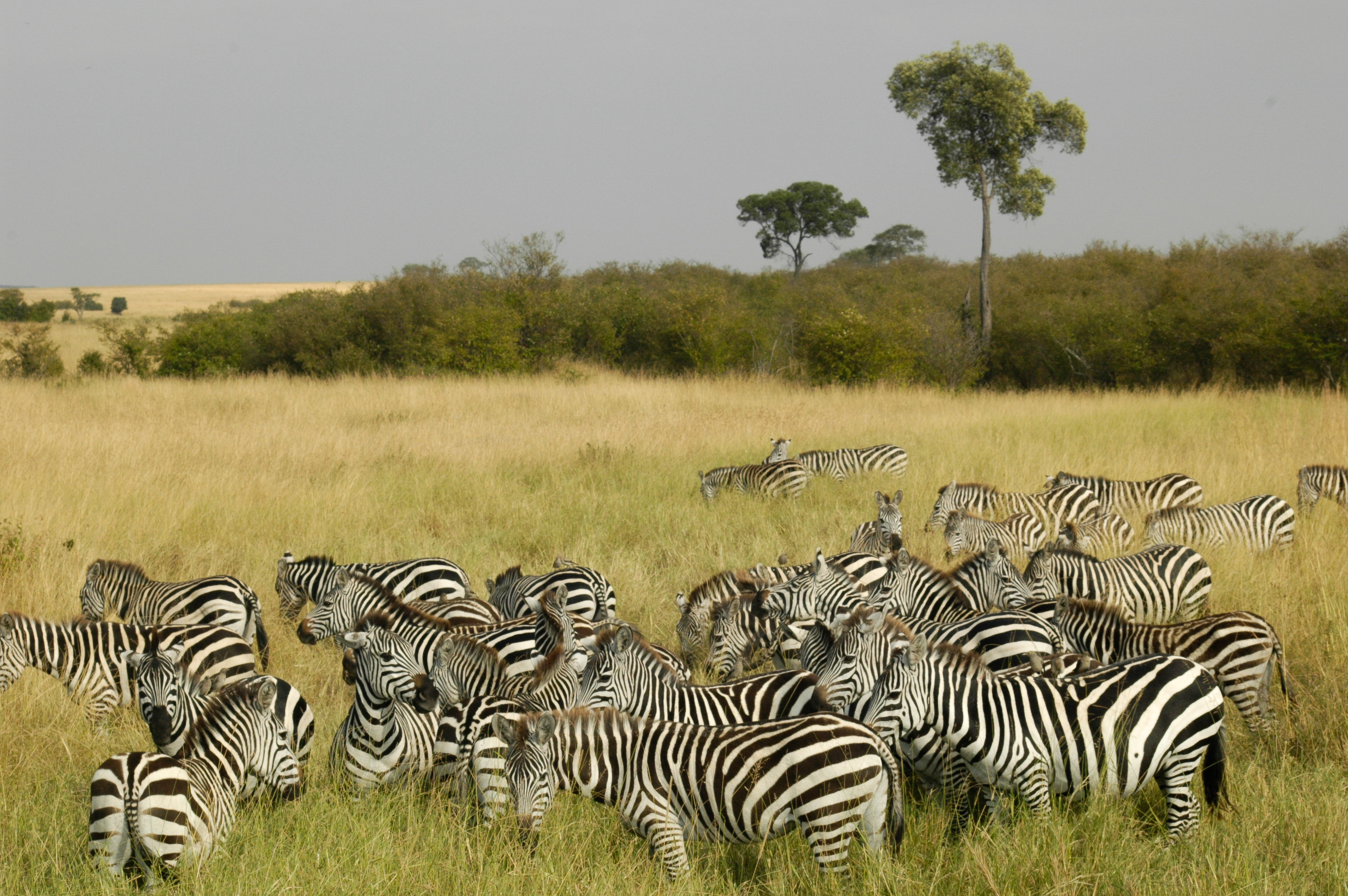
Una mandria di zebre di Grant, al Masai Mara, Kenya

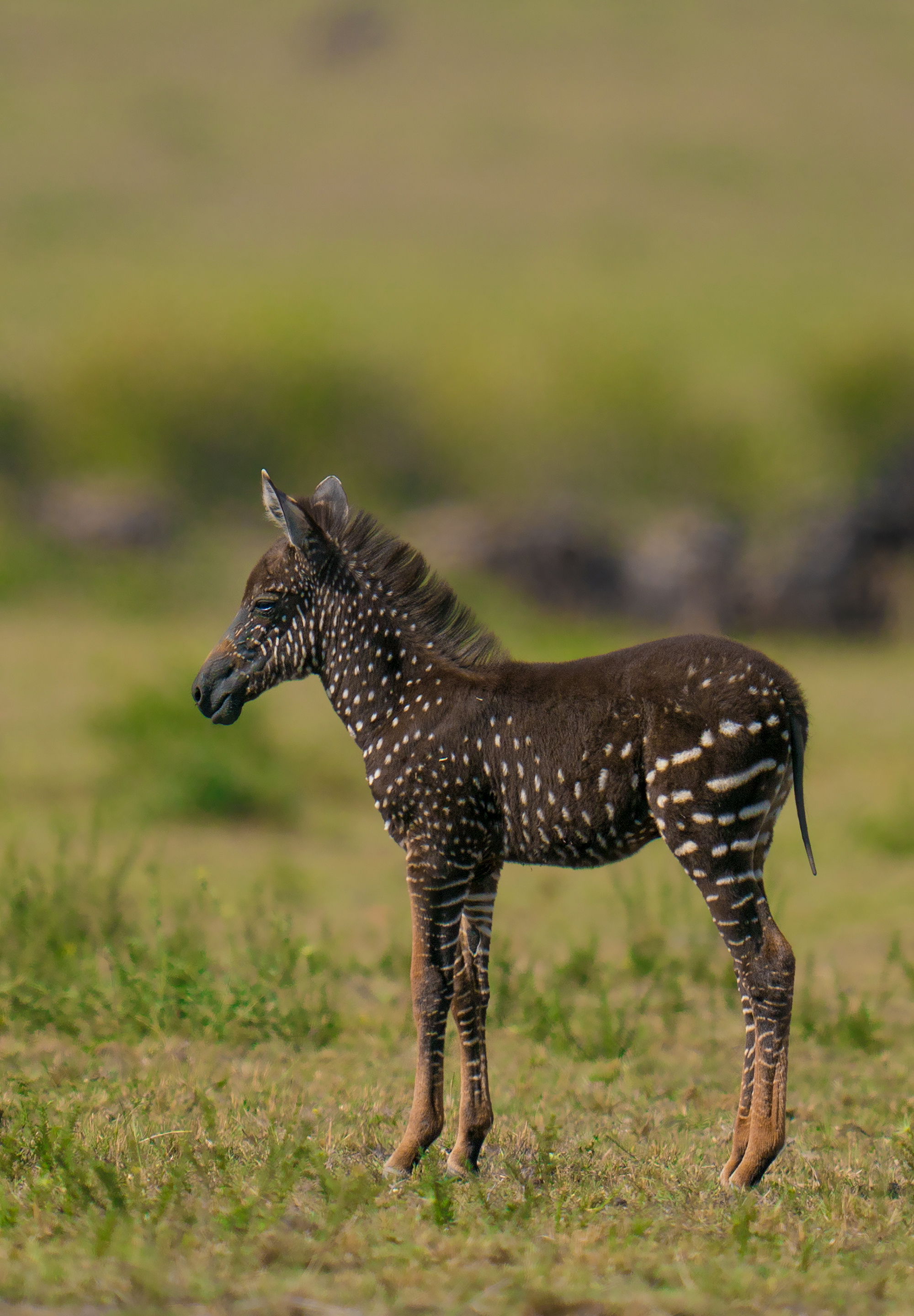
La "zebra maculata" (E. q. boehmi) è una rara mutazione genetica naturale, presente in alcune sottospecie. Qui un puledro nel Masai Mara

Le recenti guerre civili in Congo, Ruanda, Somalia, Sudan, Etiopia e Uganda hanno causato un drastico declino di tutte le specie animali della zona, compresa la zebra di Grant, che a seguito di ciò è completamente scomparsa dal Burundi. La guerra civile in Angola negli ultimi 25 anni ha devastato la popolazione di fauna selvatica, comprese le zebre di pianura un tempo abbondanti nella regione, e ha distrutto l'amministrazione e le infrastrutture dei parchi nazionali. Di conseguenza, la zebra di Grant è probabilmente estinta o quasi in tutta l'Angola, anche se la conferma di ciò dovrà attendere fino a quando non verranno condotte indagini future.
Nonostante ciò, la zebra di Grant è la sottospecie di zebra più comune in natura, e a differenza della zebra di Grevy e della zebra di montagna, non è in pericolo d'estinzione. Il loro successo potrebbe derivare dalla loro dieta, che li permette di nutrirsi di vari tipi di erbe che crescono nelle pianure africane, e la loro resistenza alle malattie che spesso uccidono il bestiame. Tuttavia, le recenti guerre civili e conflitti politici nei paesi africani vicini ai loro habitat hanno causato la loro estinzione regionale e talvolta le zebre vengono uccise per i loro mantelli striati o per eliminare la concorrenza con il bestiame domestico.

### Reintroduzioni controverse
Dal 2001 al 2016, la Fondazione Kissama ha reintrodotto diversi esemplari di fauna selvatica nel Parco nazionale di Kissama dell'Angola. Il progetto è stato soprannominato Operazione Arco di Noè. Tra gli animali introdotti figurano lo gnu striato, il cobo defassa, la giraffa del Capo, elefanti, orici gazzella, antilopi alcine, nyala, struzzi e zebre di Burchell. Mentre dal 2017 fino al 2019, la Wildlifevetsnamibia ha esportato fauna selvatica nella capitale della Repubblica Democratica del Congo, Kinshasa, per introdurre animali nel Parc de la Vallée de la Nsele, in collaborazione con Institut Congolais pour la Conservation de la Nature. Tra gli animali introdotti figuravano orici gazzella, impala, gnu striati, lichi del Kafue, nyala, blesbok, alcelafi rossi, rinoceronti bianchi meridionali, giraffe dell'Angola, elefanti africani di foresta e zebre di Burchell. Entrambe le introduzioni nell'Angola occidentale e nella RDC occidentale hanno ricevuto diverse contestazione e sono finite al centro di varie controverse poiché gli enti di servizio del parco di entrambi i paesi non hanno scelto di reintrodurre la nativa zebra di Grant nell'areale in cui era stata estirpata, ad esempio, da paesi come Zambia, Tanzania o Kenya.
Nel nord-ovest e nord-est dell'Angola la zebra di Grant si è estinta. Ma una piccola popolazione rimane nell'Upemba National Park della Repubblica Democratica del Congo. La RDC ha ora due diverse popolazioni della sottospecie.

## Galleria d'immagini

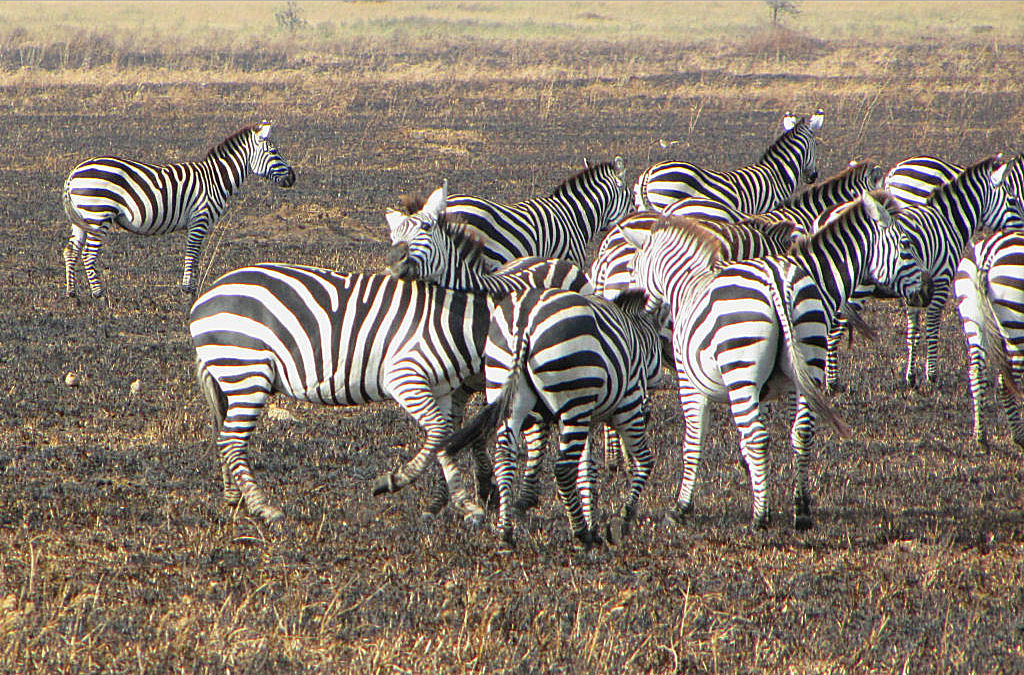
Combattimento, Serengeti
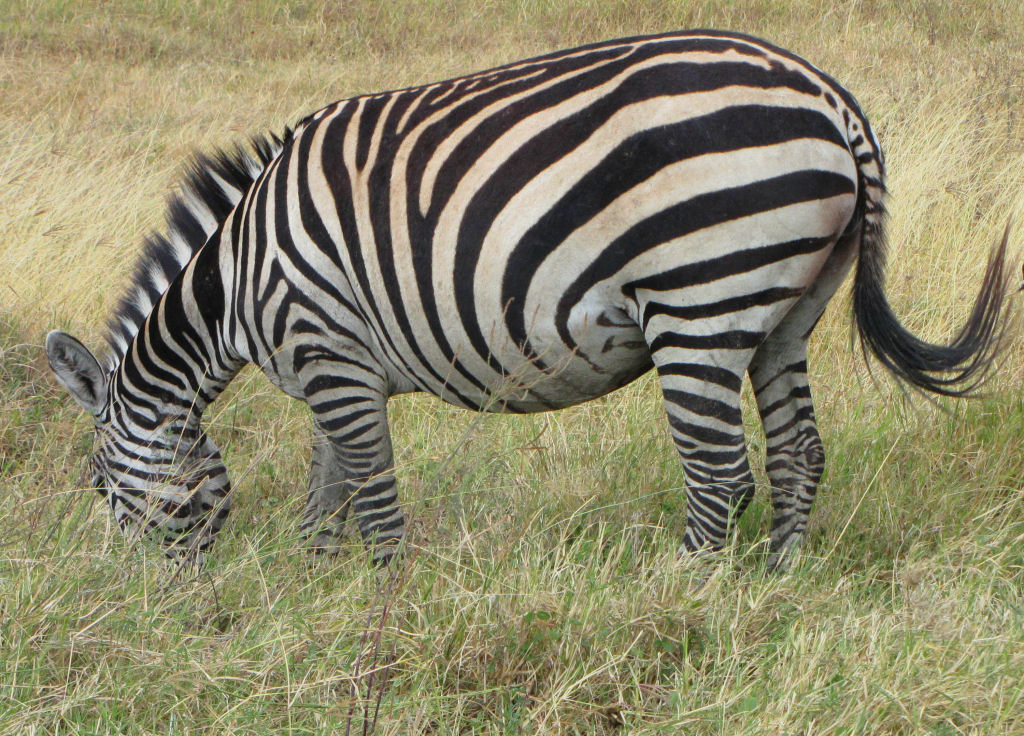
Zebra di Grant incinta, Serengeti
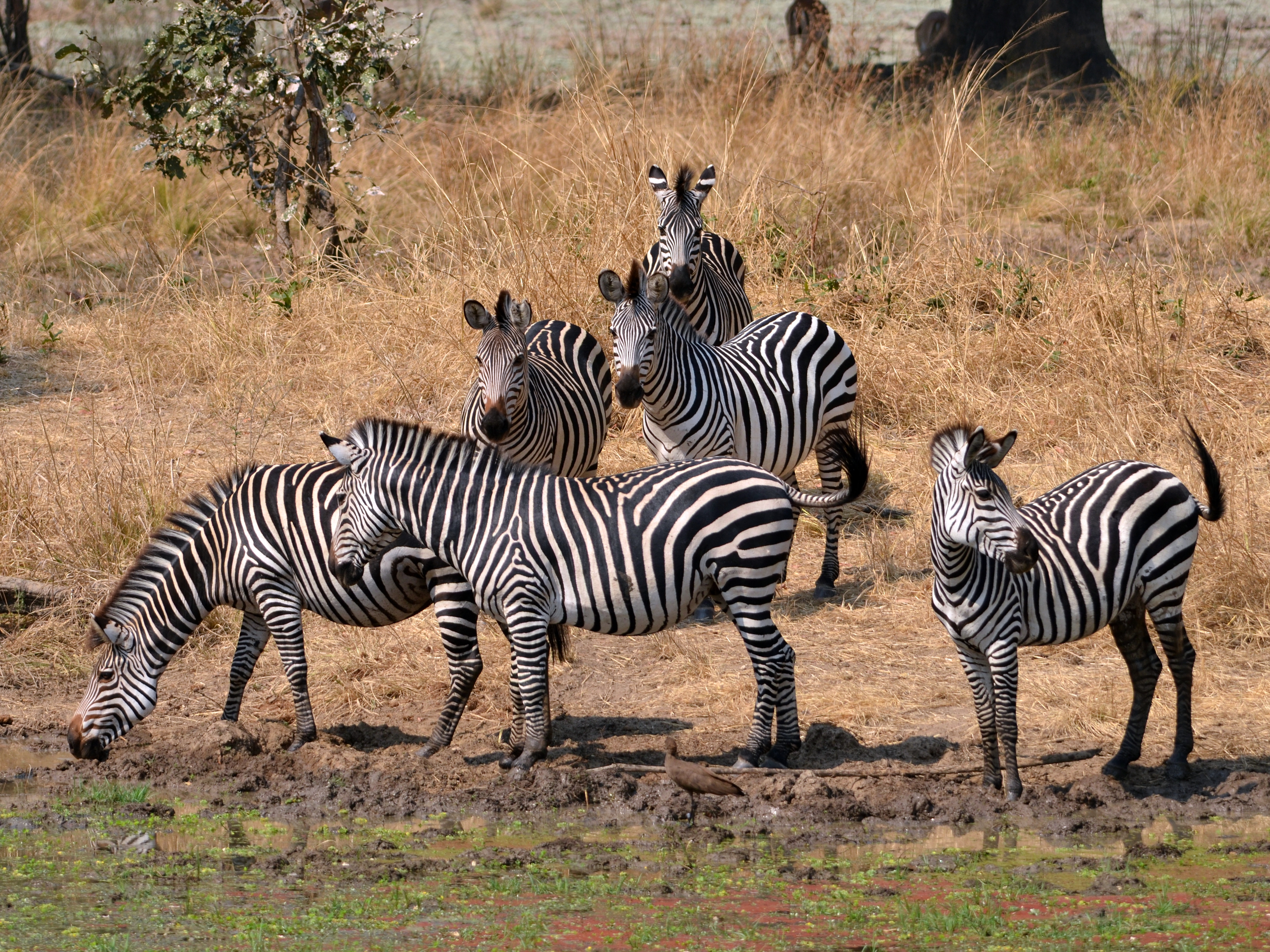
Zebre di Grant all'abbeverata, Zambia